# Destroyer (Black Mountain)
Destroyer è il quinto album in studio del gruppo rock psichedelico canadese Black Mountain. Pubblicato il 24 maggio 2019 per la Dine Alone Records, contiene il primo materiale inedito della band a tre anni di distanza dal loro quarto album, IV.
Destroyer è il primo album senza la cantante Amber Webber e il batterista Joshua Wells, entrambi membri fondatori. I due sono stati sostituiti da Rachel Fannan (dagli Sleepy Sun) e Adam Bulgasem (dai Dommengang e Soft Kill).
L'album è stato annunciato per la prima volta il 7 marzo 2019 con l'uscita del singolo "Future Shade". Il singolo è stato descritto dal cantante, Stephen McBean, come "warping" e "rending". McBean ha descritto il riff come uno che ha "viaggiato in tutto il mondo e poi ha suonato con un coro un anno e mezzo dopo."
L'album prende il nome dalla Dodge Destroyer del 1985, fuori produzione. L'album fa anche riferimento al fatto che McBean ha ottenuto la patente di guida nel 2017.

## Tracce
1. Future Shade – 5:11
2. Horns Arising – 6:51
3. Closer to the Edge – 2:54
4. High Rise – 6:12
5. Pretty Little Lazies – 4:59
6. Boogie Lover – 6:19
7. Licensed to Drive – 4:45
8. FD'72 – 5:47